# Bernar Venet
Bernar Venet es un escultor francés, nacido el año 1941 en Château-Arnoux-Saint-Auban y residente en los Estados Unidos donde es conocido por sus esculturas de acero y sus dibujos.

## Datos biográficos
Bernar Venet comenzó como asistente decorador en la Ópera de Niza (fr:). 
En 2011 el escultor instaló obras monumentales en los jardines de Versalles y en el domaine de Marly.

## Obras

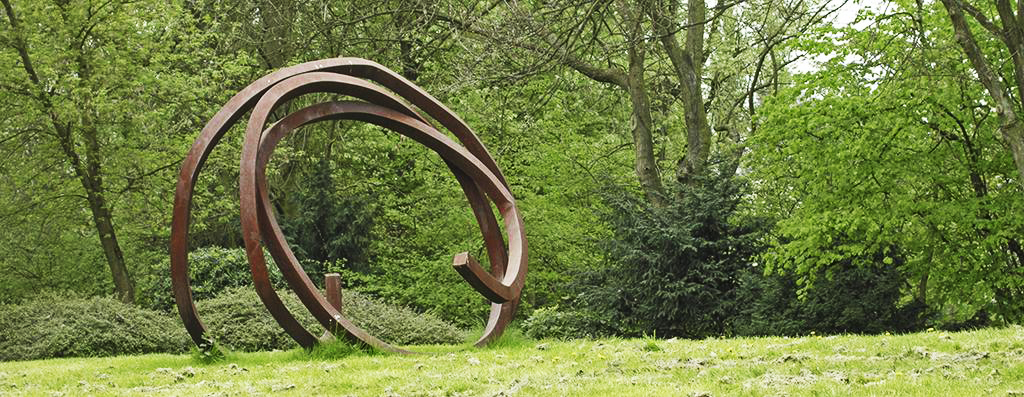
Ligne indéterminée (1987)

- Lignes indéterminées (1987) > ver imagen anexa
- Doubles lignes indéterminées situada en el barrio de La Défense